# Dobrze, że jesteś
Dobrze, że jesteś – kolejny singiel zespołu Video, promujący trzeci album tej formacji o tytule Doskonale wszystko jedno. Autorem tekstu jest Wojciech Łuszczykiewicz, zaś muzykę skomponował Marek Kisieliński.
Teledysk do utworu powstał we współpracy z osobami głuchymi z grupy Młodzi Migają Muzykę. Połączenie sił doprowadziło do zaprezentowania całej piosenki w polskim języku migowym. To pierwszy w Polsce projekt, w którym oficjalny wideoklip nagrano w takiej nietypowej formie. Premiera – zarówno singla, jak i teledysku – miała miejsce 17 marca 2014 roku.

## Listy utworów i formaty singla
Digital download
1. „Dobrze, że jesteś” – 3:16

Digital download
1. „Dobrze, że jesteś” (Acoustic Version) – 3:30